# Boophis haematopus
Boophis haematopus Glaw, Vences, Andreone, and Vallan, 2001 è una rana della famiglia Mantellidae, endemica del Madagascar.

## Distribuzione e habitat
L'areale della specie è ristretto alla parte sud-orientale del Madagascar.
Vive nella foresta pluviale, in prossimità dei corsi d'acqua, tra i 200 e i 400 m di altitudine.

## Conservazione
La IUCN Red List classifica Boophis haematopus come specie in pericolo (Endangered).
Parte del suo areale ricade all'interno del Parco nazionale di Andohahela.